# 挪威穿梭航空
挪威穿梭航空（英語：Norwegian Air Shuttle），常見的非正式中文名稱為挪威航空及挪威航空快線，中文簡稱挪航，常見的官方中文名稱為挪威人空梭及挪威人航空，是挪威的低成本航空公司。挪威穿梭航空在北歐各國國內提供密集的航班及飛往歐洲、北非、亞洲城市的國際航班。挪威穿梭航空的行政基地位於奧斯陸國際機場，技術基地位於斯塔萬格機場。
挪威穿梭航空在2013年5月開始營運長途航線，以旗下兩間全資子公司挪威長途航空和挪威國際航空（註冊於愛爾蘭）提供服務。這兩間公司各自持有營運許可，但使用共同的品牌和行銷團隊。

## 航點
挪威穿梭航空提供飛往歐洲、北非、及中東總共36個國家115個城市的國際航線。該公司的航線主要為挪威、瑞典、丹麥、及芬蘭境內的國內航班和介於奧斯陸、斯德哥爾摩、哥本哈根之間的「首都三角」航線。
挪威穿梭航空也於2013年5月30日提供長途航線服務，使用濕租的空中巴士A340-300客機營運奥斯陆和斯德哥尔摩往返纽约和曼谷的定期航班，直到新型波音787客機交付為止。2013年3月，挪威穿梭航空證實將於同年11月29日開航哥本哈根、奧斯陸和斯德哥爾摩往返勞得岱堡的長途航班。2013年9月，挪威穿梭航空宣布於2014年5月開始提供美國加州奥克兰往返斯德哥爾摩和奧斯陸的航班，以及哥本哈根–洛杉磯、哥本哈根–紐約、斯德哥爾摩–洛杉磯、奧斯陸–洛杉磯、奧斯陸–奥兰多和卑爾根–紐約。挪威長途航空也營運自長途航線樞紐的倫敦蓋威克機場至紐約、勞德岱堡和洛杉磯的長途航線，之後便不斷擴大其跨大西洋的長途航線。

## 機隊

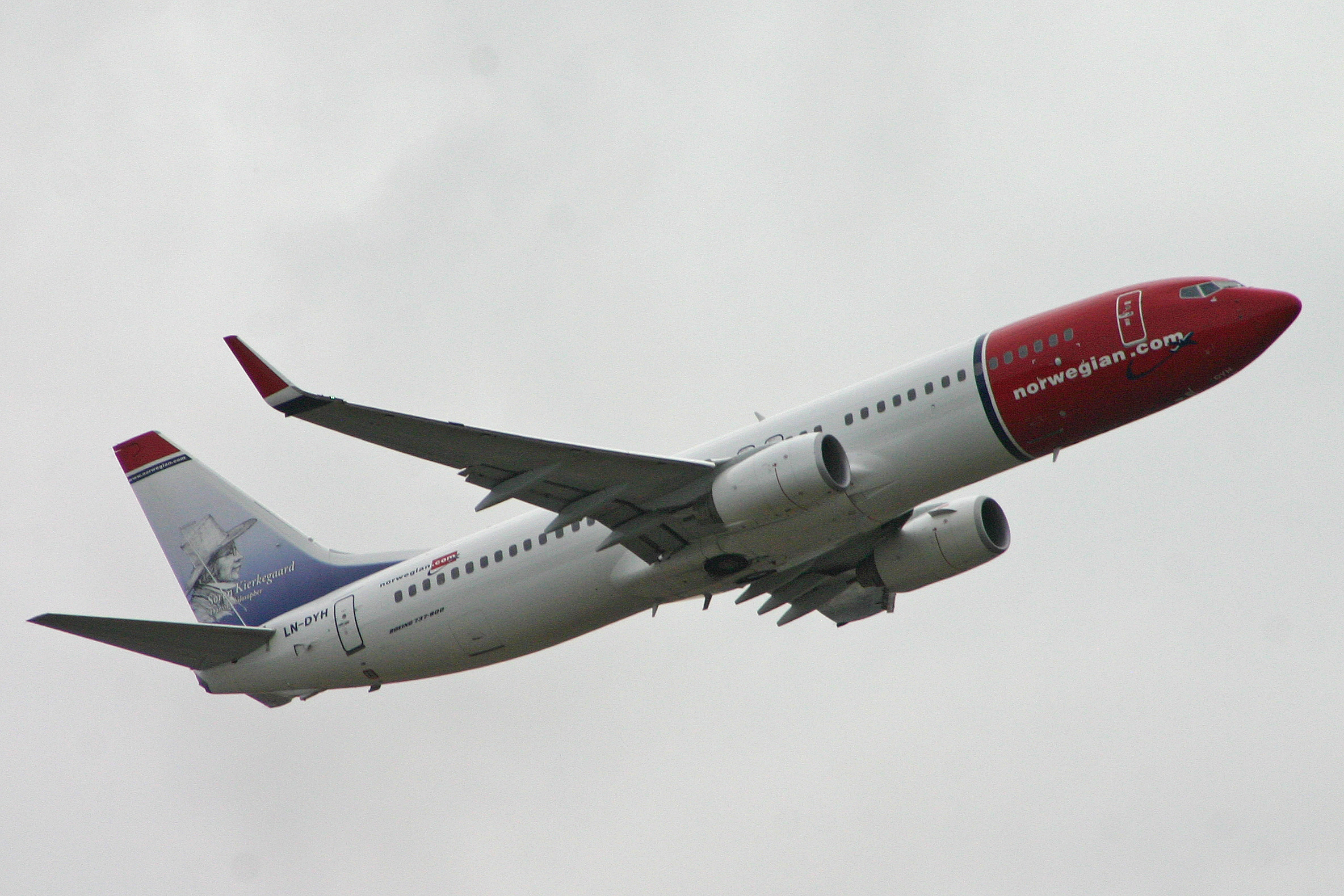
波音737-800型客機

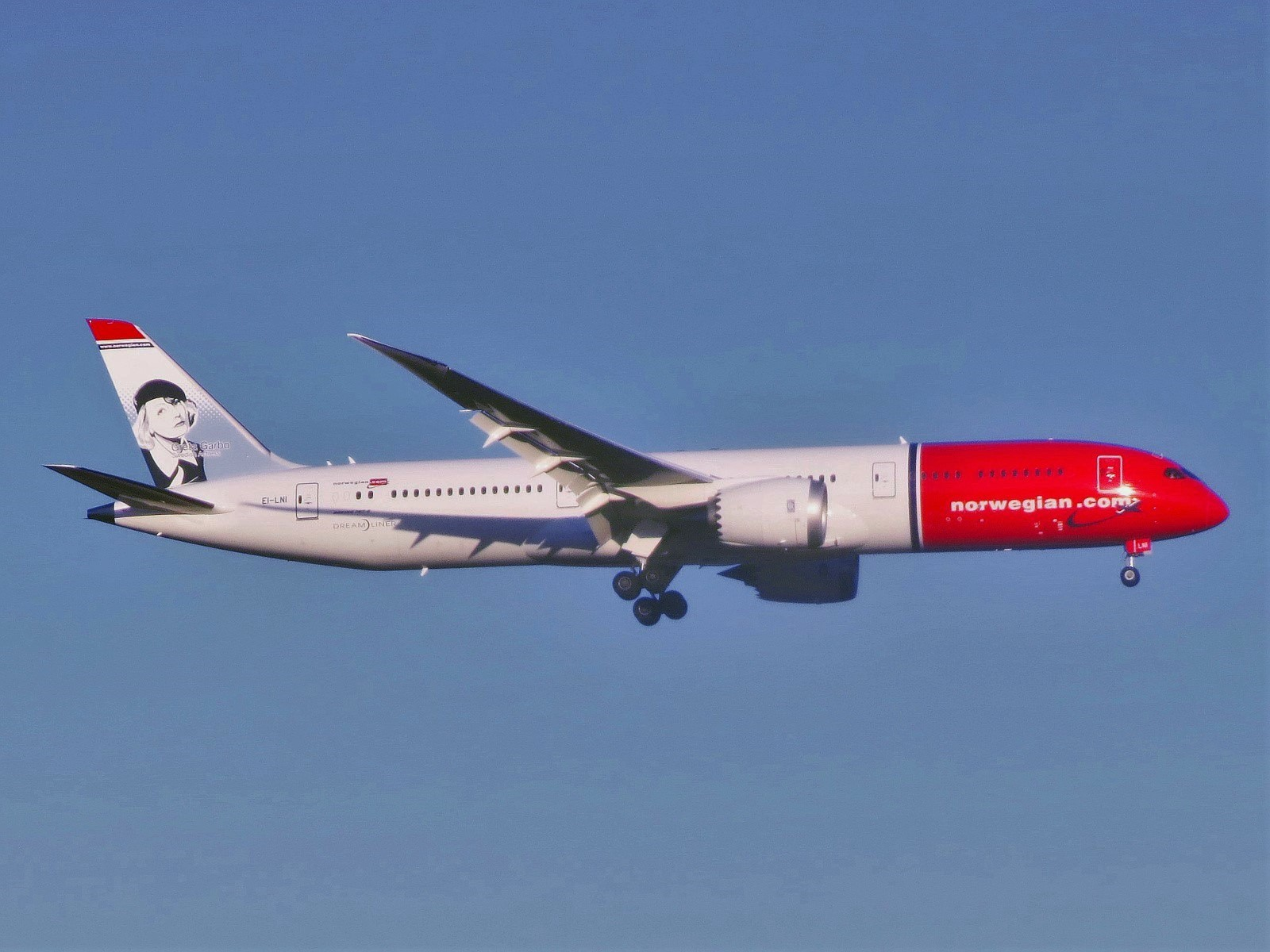
波音787-9型客機

挪威穿梭航空的飛機塗裝（無論是快線或長途公司）都是以白色為基底，機頭則塗上醒目的紅色，配上深藍色的線條。飛機垂直翼上方塗上紅色色塊與深藍色線條，下方則以藍色噴上挪威、芬蘭、丹麥和瑞典等國的重要歷史人物。
截至2019年6月，挪威穿梭航空快線擁有以下機隊
| 機型            | 營運數 | 訂單數 | 選擇權 | 配置 | 配置    | 配置    | 備註                      |
| 機型            | 營運數 | 訂單數 | 選擇權 | C    | Y       | 總數    | 備註                      |
| --------------- | ------ | ------ | ------ | ---- | ------- | ------- | ------------------------- |
| 空中巴士 A321LR | —      | 30     | —      | —    | 220     | 220     | 預計於2019年投入服務      |
| 波音 737-800    | 31     | —      | —      | —    | 186 189 | 186 189 | 63架自購，39架租賃        |
| 波音 737 MAX 8  | 4      | 92     | —      | —    | 186     | 186     | 首架已於2017年8月開始營運 |
| 總計            | 45     | 122    | —      |      |         |         |                           |

## 外部連結
- 官方網站 （页面存档备份，存于）（英文）